# Ligue mondiale de volley-ball 1995
Navigation
Édition précédente Édition suivante

## Généralité
Cette édition de la Ligue mondiale oppose douze équipes. L'Italie victorieuse remporte un prix de plusieurs millions de dollars.

## Tour intercontinental

### Poule A
| Poule A      | Pts | Joués | Gagnés | Perdus | SP | SC |
| 1 Brésil     | 19  | 12    | 7      | 5      | 26 | 21 |
| 2 Cuba       | 19  | 12    | 7      | 5      | 27 | 22 |
| 3 Espagne    | 18  | 12    | 6      | 6      | 22 | 26 |
| 4 États-Unis | 16  | 12    | 4      | 8      | 20 | 26 |

### Poule B
| Poule B    | Pts | Joués | Gagnés | Perdus | SP | SC |
| 1 Italie   | 22  | 12    | 10     | 2      | 32 | 12 |
| 2 Bulgarie | 21  | 12    | 9      | 3      | 28 | 17 |
| 3 Grèce    | 15  | 12    | 3      | 9      | 14 | 30 |
| 4 Pays-Bas | 14  | 12    | 2      | 10     | 16 | 31 |

### Poule C
| Poule C        | Pts | Joués | Gagnés | Perdus | SP | SC |
| 1 Russie       | 22  | 12    | 10     | 2      | 33 | 12 |
| 2 Corée du Sud | 18  | 12    | 6      | 6      | 21 | 22 |
| 3 Japon        | 16  | 12    | 4      | 8      | 18 | 28 |
| 4 Chine        | 16  | 12    | 4      | 8      | 18 | 28 |

### Distinctions individuelles
- MVP : Rafael Pascual  Espagne
- Meilleur marqueur : Rafael Pascual  Espagne
- Meilleur attaquant : Osvaldo Hernandez  Cuba
- Meilleur contreur : Oleg Shatunov  Russie
- Meilleur serveur : Ljubomir Ganev  Bulgarie

## Final Six (Brésil)

### Résultats -Rio de Janeiro
| Poule        | Pts | Joués | Gagnés | Perdus | SP | SC |
| Brésil       | 7   | 4     | 3      | 1      | 11 | 4  |
| Italie       | 7   | 4     | 3      | 1      | 10 | 6  |
| Cuba         | 6   | 4     | 2      | 2      | 8  | 7  |
| Russie       | 6   | 4     | 2      | 2      | 7  | 7  |
| Bulgarie     | 6   | 4     | 2      | 2      | 6  | 8  |
| Corée du Sud | 4   | 4     | 0      | 4      | 2  | 12 |

### Finales
- Finale 3-4 :  Russie 2-3  Cuba (13-15 10-15 16-14 15-11 13-15)
- Finale 1-2 :  Brésil 1-3  Italie (12-15 15-7 9-15 12-15)

### Distinctions individuelles
- MVP : Dmitry Fomin  Russie
- Meilleur marqueur : Dmitry Fomin  Russie
- Meilleur attaquant : Bernardo Gilson  Brésil
- Meilleur contreur : Pasquale Gravina  Italie
- Meilleur serveur : Bernardo Gilson  Brésil

## Classement final
| Place              | Équipe       |
| ------------------ | ------------ |
| Médaille d'or      | Italie       |
| Médaille d'argent  | Brésil       |
| Médaille de bronze | Cuba         |
| 4                  | Russie       |
| 5                  | Bulgarie     |
| 6                  | Corée du Sud |
| 7                  | Espagne      |
| 8                  | Japon        |
| 9                  | Grèce        |
| 10                 | États-Unis   |
| 11                 | Chine        |
| 12                 | Pays-Bas     |